# Малєй Юрій Володимирович
Юрій Володимирович Малєй (нар. 6 травня 1992) — український футболіст, нападник вишгородського «Діназу».

## Життєпис
Футболом займався в чернігівській «Юності». Дорослу футбольну кар'єру розпочав 2011 року в чернігівському ЮСБ. У серпні 2011 року став гравцем «Десни». Дебютував за чернігівський клуб 17 серпня 2011 року в програному (0:2) домащньому поєдинку 2-го кваліфікаційного раунду кубку України проти бурштинського «Енергетика». Малєй вийшов на поле на 80-ій хвилині, замінивши Андрія Герасименка. У Другій лізі України дебютував 17 квітня 2012 року в переможному (1:0) домашньому поєдинку 19-го туру групи «А» проти херсонського «Кристалу». Малєй вийшов на поле на 90-ій хвилині, замінивши Вадима Бовтрука. Загалом у складі «Десни» зіграв 2 поєдинки (по 1-му в чемпіонаті та кубку країни). Після цього повернувся до чернігівського ЮСБ, у складі якого 2013 року дебютував в аматорському чемпіонаті України. З 2014 по 2015 рік грав за корюківський «Авангард» в аматорському чемпіонаті України.
На початку березня 2016 року приєднався до «Барси». У футболці сумського колективу дебютував 26 березня 2016 року в програному (0:2) виїхному матчі 16-го туру Другої ліги проти петрівського «Інгульця». Юрій вийшов на поле в стартовому складі та відіграв увесь матч. У другій половині 2015/16 років зіграв 10 матчів у Другій лізі України.
У липні 2016 року підписав контракт з «Гірник-Спортом». Дебютував за команду з Горішніх Плавнів 24 липня 2016 року в програному (1:2) виїзному поєдинку 1-го туру Першої ліги України проти київського «Оболонь-Бровара». Малєй вийшов на поле в стартовому складі та відіграв увесь матч. Першим голом у професіональній кар'єрі відзначився 22 жовтня 2016 року на 38-ій хвилині переможного (3:1) домашнього поєдинку 15-го туру Першої ліги України проти петрівського «Інгульця». Юрій вийшов на поле в стартовому складі та відіграв увесь матч. У першій половині сезону 2016/17 років у Першій лізі України зіграв 14 матчів (2 голи), ще 1 матч провів у кубку України. На початку березня 2017 року перебрався до «Оболонь-Бровара», у футболці якого дебютував 26 березня 2017 року в нічийному (1:1) виїзному поєдинку 22-го туру Першої ліги проти «Сум». Малєй вийшов на поле на 46-ій хвилині, замінивши Григорія Сахнюка (Гараняна). Цей матч виявився для нападника єдиним у складі столичного клубу, розташування якого він залишив у червні 2017 року.
Наприкінці серпня 2017 року став гравцем «Полісся». Дебютував у футболці житомирського клубу 30 серпня 2017 року в  переможному (2:0) виїзному матчі 9-го туру групи «А» Другої ліги проти хмельницького «Поділля». Малєй вийшов на поле в стартовому складі, а на 87-ій хвилині його замінив Дмитро Демчик. Єдиним голом у складі «Полісся» відзначився 6 квітня 2018 року на 2-ій хвилині переможного (2:0) виїзного поєдинку 21-го туру групи «А» Другої ліги проти «Арсенал-Київщини». Малєй вийшов на поле в стартовому складі, а на 58-ій хвилині його замінив Дмитро Задерецький. У команді провів один сезон, за цей час у Другій лізі зіграв 19 матчів (1 гол).
На початку серпня 2018 року приєднався до «Миру». У футболці горностаївського клубу дебютував 11 серпня 2018 року в програному (2:3) виїзному поєдинку 4-го туру групи «Б» Другої ліги України проти криворізького «Гірника». Юрій вийшов на поле в стартовому складі, а на 46-ій хвилині його замінив Іван Доценко. Дебютним голом за «Мир» відзначився 2 вересня 2018 року на 84-ій хвилині програного (1:2) виїзного поєдинку 7-го туру групи «Б» Другої ліги проти херсонського «Кристалу». Малєй вийшов на поле в стартовому складі та відіграв увесь матч. У першій половині сезону 2018/19 років зіграв 13 матчів (2 голи) у Другій лізі, ще 2 поєдинки провів у кубку країни. Наприкінці березня 2019 року опинився в «Ниві». Дебютував у футболці вінницького клубу 6 квітня 2019 року в переможному (1:0) домашньому поєдинку 18-го туру групи «А» Другої ліги проти борщагівської «Чайки». Юрій вийшов на поле в стартовому складі та відіграв увесь матч, а на 90-ій хвилині відзначився єдиним голом у матчі. У весняно-літній частині сезону 2018/19 років зіграв 10 матчів (1 гол) у Другій лізі України.
Наприкінці липня 2019 року підсилив «Черкащину». За нову команду дебютував 27 липня 2019 року в програному (1:3) домашньому поєдинку 1-го туру Першої ліги проти одеського «Чорноморця». Малєй вийшов на поле на 77-ій хвилині, замінивши Дмитра Кошелюка. Дебютним голом за білозірську команду відзначився 10 серпня 2019 року на 65-ій хвилині нічийного (2:2) домашнього поєдинку 3-го туру Першої ліги проти кременчуцького «Кременя». Юрій вийшов на поле на 46-ій хвилині, замінивши Тимура Погранічного. У команді провів півтора сезони (до зняття зі змагань), за цей час у чемпіонатах України зіграв 35 матчів (5 голів), ще 1 матч провів у кубку України. У березні 2020 року підписав контракт з «Миколаєвом», але вже в червні того ж року, так і не зігравши жодного матчу, залишив клуб.
У березні 2021 року підписав контракт з «Поділлям». У футболці хмельницького клубу дебютував 25 березня 2021 року в переможному (4:1) домашньому поєдинку 14-го туру групи «Б» Другої ліги проти львівських «Карпат». Юрій вийшов на поле на 71-ій хвилині, замінивши Кирила Костенка.

## Досягнення
ЮСБ (Чернігів)
- Кубок Чернігівської області
  -  Фіналіст (1): 2012

- Чемпіонат Чернігівської області
  -  Срібний призер (1): 2011[21]